# Hafnarfjörður
Hafnarfjörður je třetí největší město Islandu po Reykjavíku a Kópavoguru. Nachází se v jeho jihozápadní části. V lednu 2015 zde žilo 27 875 obyvatel. Hafnarfjörður znamená v překladu "přístavní fjord" a byl takto pojmenován kvůli výbornému přírodnímu zálivu.
Leží v obci stejného názvu, ale celý název obce je Hafnarfjarðarkaupstaður, které je také odvozeno od názvu města. Hafnarfjörður je nejjižnějším městem aglomerace Reykjavíku, od kterého je vzdálen 10 km. Leží při pobřeží zálivu Faxaflói v Atlantském oceánu.
Město má rozvinutý rybářský průmysl a každoročně se zde konají dva festivaly. První se koná v květnu a jmenuje se "festival slunečných dnů", druhý se koná někdy v létě a jmenuje se "vikinský festival".
Ve městě sídlí tradiční islandský fotbalový klub Fimleikafélag Hafnarfjarðar zkráceně FH. Mají také svůj velký stadion Kaplakriki.

## Historie

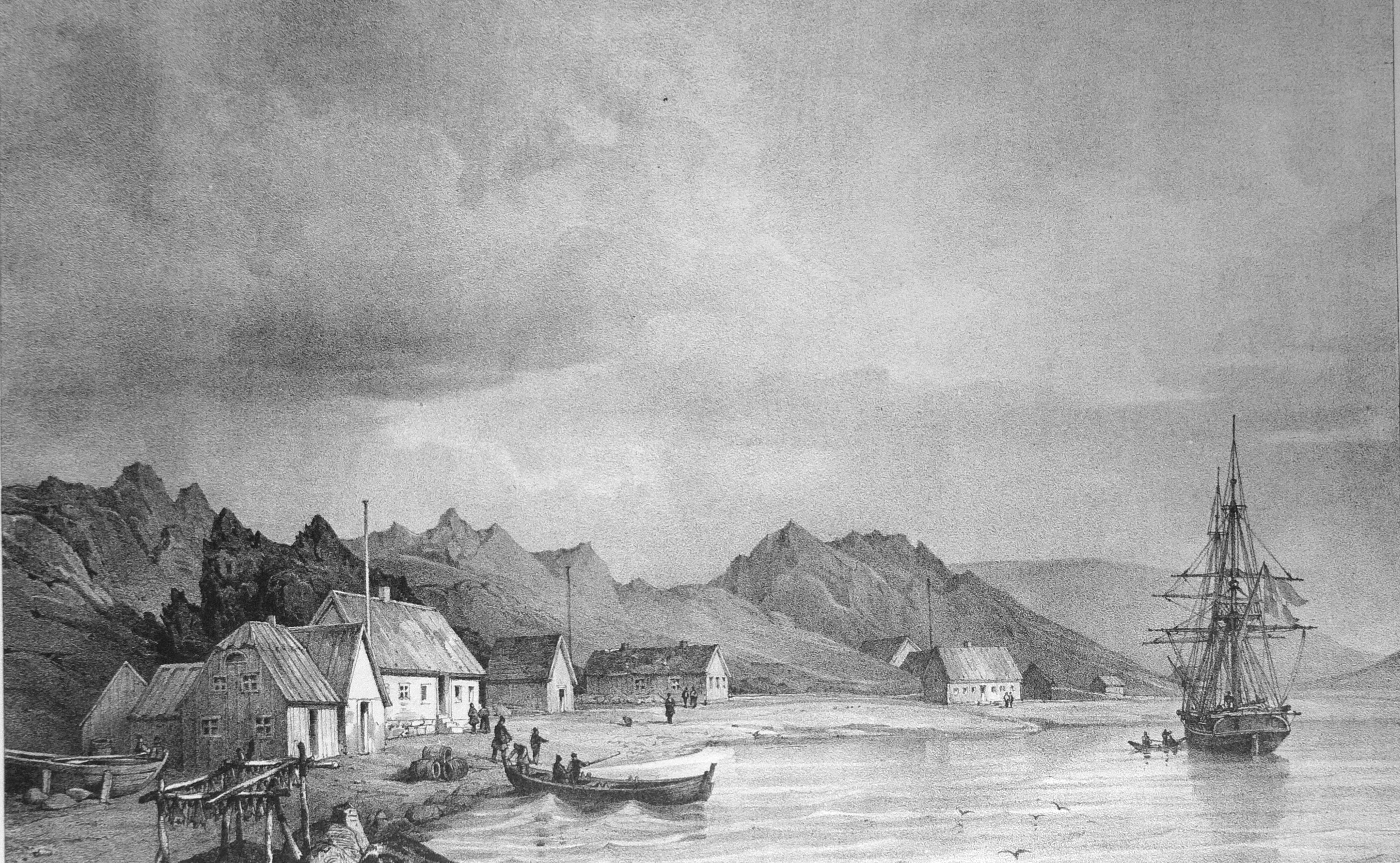
Obrázek přístavu města z roku 1835.

V knize Landnámabók, která popisuje osidlování Islandu píše, že první zmínka o Hafnarfjörðuru je z konce 14. století. Městský status získal roku 1908.

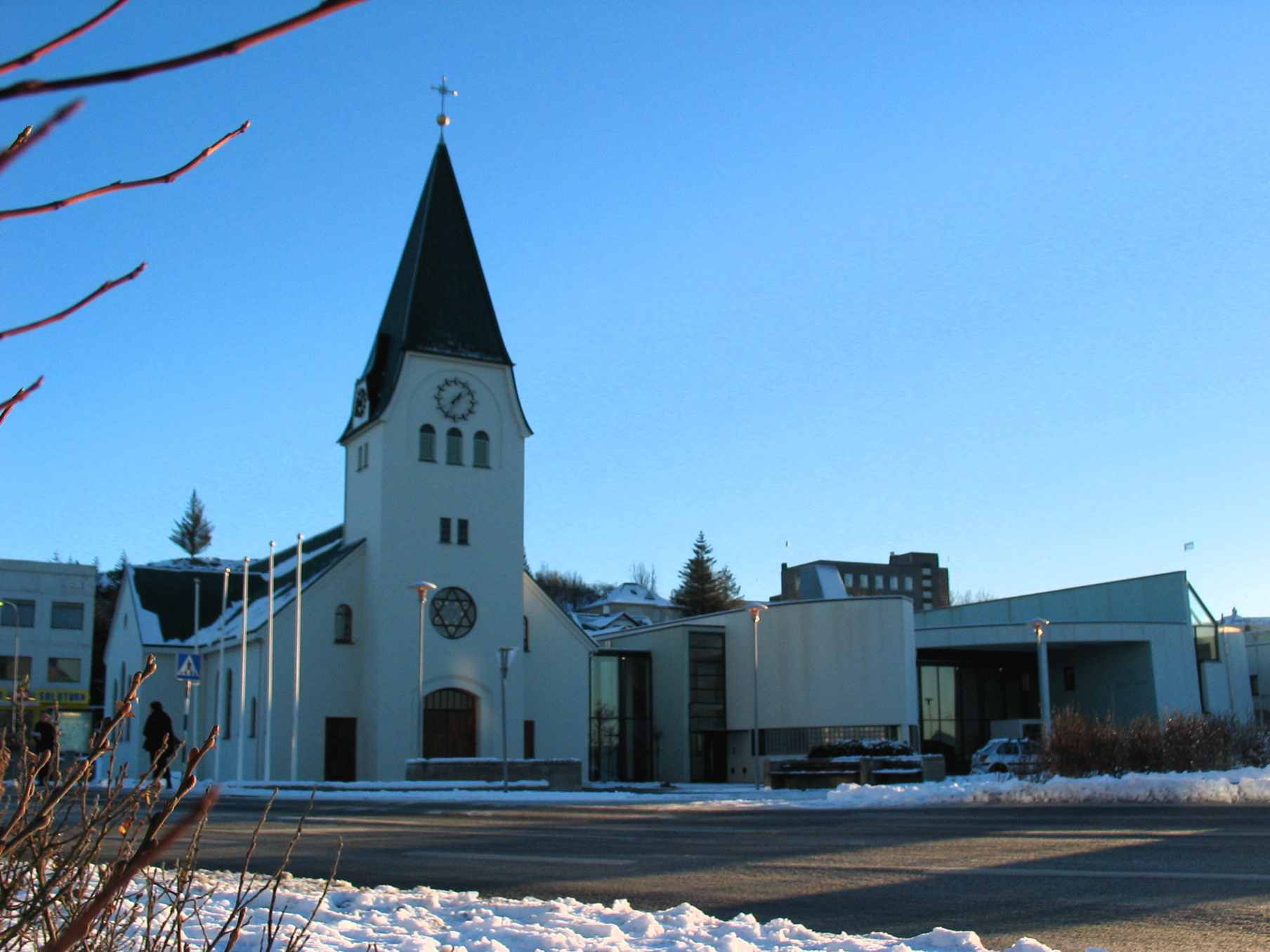
Kostel v centru města Hafnarfjarðarkirkja.

## Partnerská města
- Cuxhaven, Německo
- Hämeenlinna, Finsko
- Tartu, Estonsko
- Uppsala, Švédsko
- Ilulissat, Grónsko
- Frederiksberg, Dánsko
- Bærum, Norsko
- Pao-ting, Čína
- Tvøroyri, Faerské ostrovy